# اورلینگام
اورلینگام (به اسپانیایی: Hurlingham) شهری در کشور آرژانتین، استان بوئنوس آیرس است که در سال ۲۰۰۹ میلادی، حدود ۱۷۴٬۱۶۵ نفر جمعیت داشته است.